# カムデン・タウン

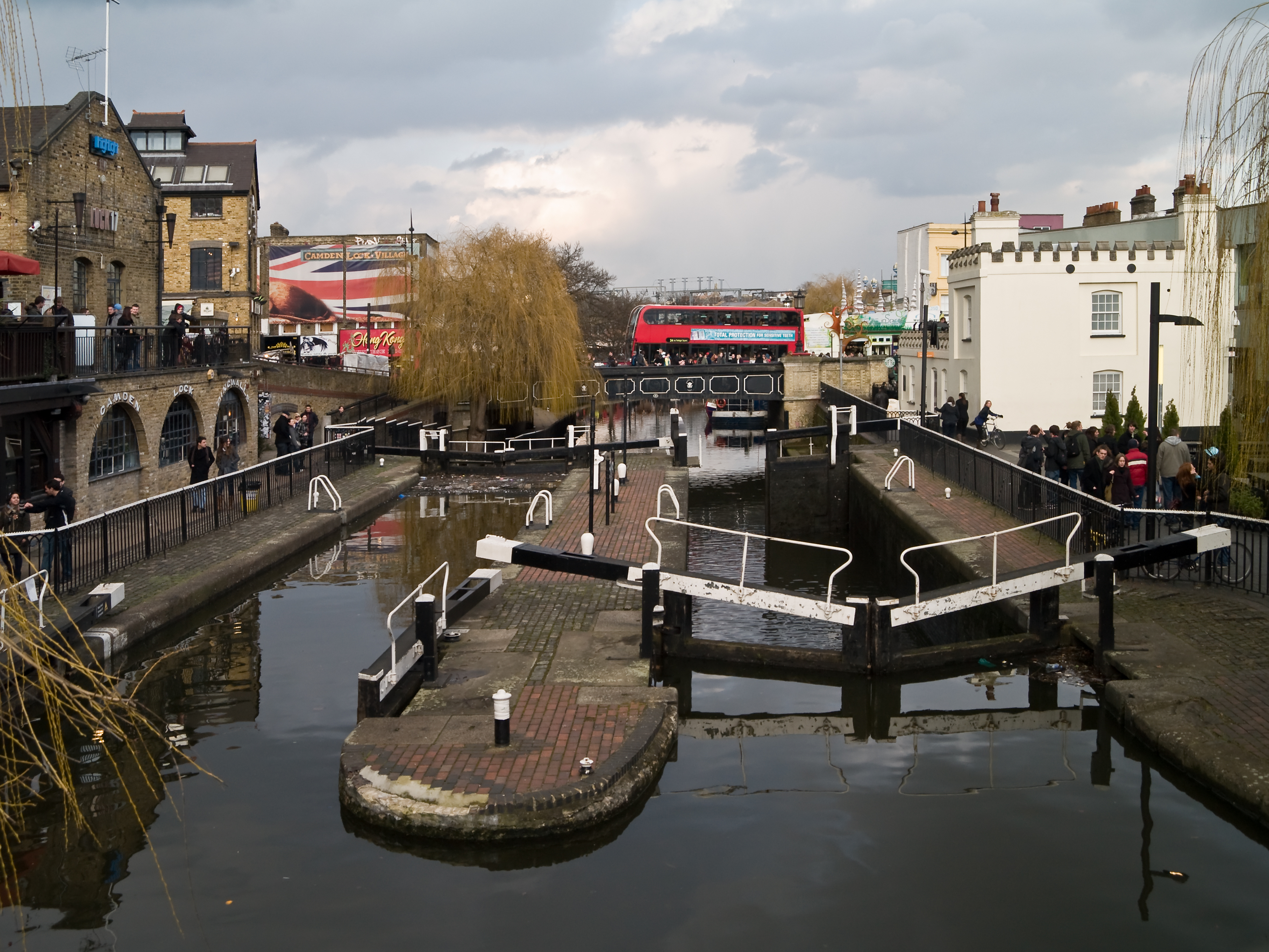
リージェンツ運河の閘門

カムデン・タウン（Camden Town）は、ロンドン中心部カムデン・ロンドン特別区にある地区。
ウェストミンスター区に跨がるリージェンツ・パークの北側に位置する。1974年からリージェンツ運河のそばに立ち並んでいた倉庫群が改築され、工芸家やさまざまな芸術家たちのアトリエ等となった。現在、地下鉄カムデン・タウン駅と運河にまたがる区域で週末に開かれる露店市が人気である。
カムデンの「カムデン・ロック・マーケット」が有名だが、この「ロック」とは、リージェンツ運河の水位を調節する閘門のこと。ステイブルズ・マーケットの建物は、かつて運河でナロウボートを牽引した馬たちの病院であった。
カムデン・ハイストリート (Camden High Street) には、1970年代頃からパンク、ポスト・パンクのゴスファッションの店舗が溢れる。ロックバンドが演奏するライブハウスや、ステージのあるバーが増え始めた。ラウンドハウス (Roundhouse) は、かつて鉄道の転車台だった有名なライブハウスで、ローリングストーンズやレッドツェッペリンなどがステージに立つなど、世界的に有名である。また、NYとロンドンにあるMTVのロンドン側本店（MTVヨーロッパ）も置かれている。

## ストリート・マーケット
カムデン・タウンには5つのマーケットが存在する。カムデン・ロック、ステイブルズ・マーケット、カムデン・バックストリート・マーケット、カムデン・ロック・ヴィレッジ、そしてインバネス・ストリートである。

## 著名な住人
- アラン・ベネット - 劇作家、小説家
- ウォルター・シッカート - 画家
- アレキサンダー・ウィリアムソン - 化学者 
  - 1863年、伊藤俊輔（博文)、遠藤謹助、井上聞多（馨) がイギリスに留学したときには、ウィリアムソンのカムデン・タウン家に寄留していたという。
- エイミー・ワインハウス - シンガーソングライター

## 交通
ロンドン地下鉄・ノーザン線
- カムデン・タウン駅 - ハイ･バーネット支線とエッジウェア支線の分岐駅

海上バス
- 運河のおかげでカムデン・ロックやリトル・ベンニスから水上バスでリージェンツ・パークやロンドン動物園にアクセスできる。

## ロケ地としての使用
- 2008年、映画ハッピー・ゴー・ラッキーのロケに使用された。
- 2015年、映画ミス・シェパードをお手本にはグロスター・クレセント通のロケに使用された。
- 2015年、映画007 スペクターでは、ステイブルズ・マーケットの地下のドックがQの作業場の入口として使用された。